# Vlamertinge

Vlamertinge är en ort i kommunen Ypres i den belgiska provinsen Västflandern. Vlamertinge ligger strax utanför centrala Ypres  längs huvudvägen N38 till den närbelägna staden Poperinge.
Väster om Vlamertinge, längs vägen till Poperinge, ligger byn Brandhoek.

## Historia
De tidigaste uppgifterna om Vlamertinge är från medeltiden. År 857 byggdes ett kapell i Vlamertinge. I 970 förstördes Ypres och Vlamertinge kapell brann ner. Det äldsta dokumentet, som hittills är känt, med namnet Flambertenges, är en gärning från år 1066. Baudouin van Lille, räkningen av Flandern, hans hustru Adela och deras son Baudouin, gav i denna gärning gods till kyrkan och kapitlet från Sint-Pieters i Lille. Dessa varor var bland annat en tiondel som ligger i Elverdinge och även en tiondel som ligger i Vlamertinge - "In territorio Furnensi, in villa Elverzenges, decinam unam ; Flambertenges decinam similiter unam ".
Under Ancien var Régime Vlamertinge en ära av Veurne-Ambacht med 22 bakom och led mycket av belägen i närheten av Ypres.

## Geografi
Vlamertinge ligger 17 meter över havet. Kommunen gränsar också Ypres i Öst, Voormezele i sydöstra, Kemmel och Dikkebus i söder, Reningelst i sydvästra, Poperinge i väst, Elverdinge i norr och Brielen i nordöstra.

## Demografisk utveckling
Från 1487 till 1697 var det en stor nedgång i Vlamertings befolkning. Den mest troliga förklaringen på detta skulle ha varit Åttioårskriget i Nederländerna. Under första världskriget ser vi att befolkningen återkommer igen. Det beror på att närliggande Ypres, som då var en främst stad, var kraftigt bombad och Vlamertinge också drabbades mycket av dessa bombningsrapporter.

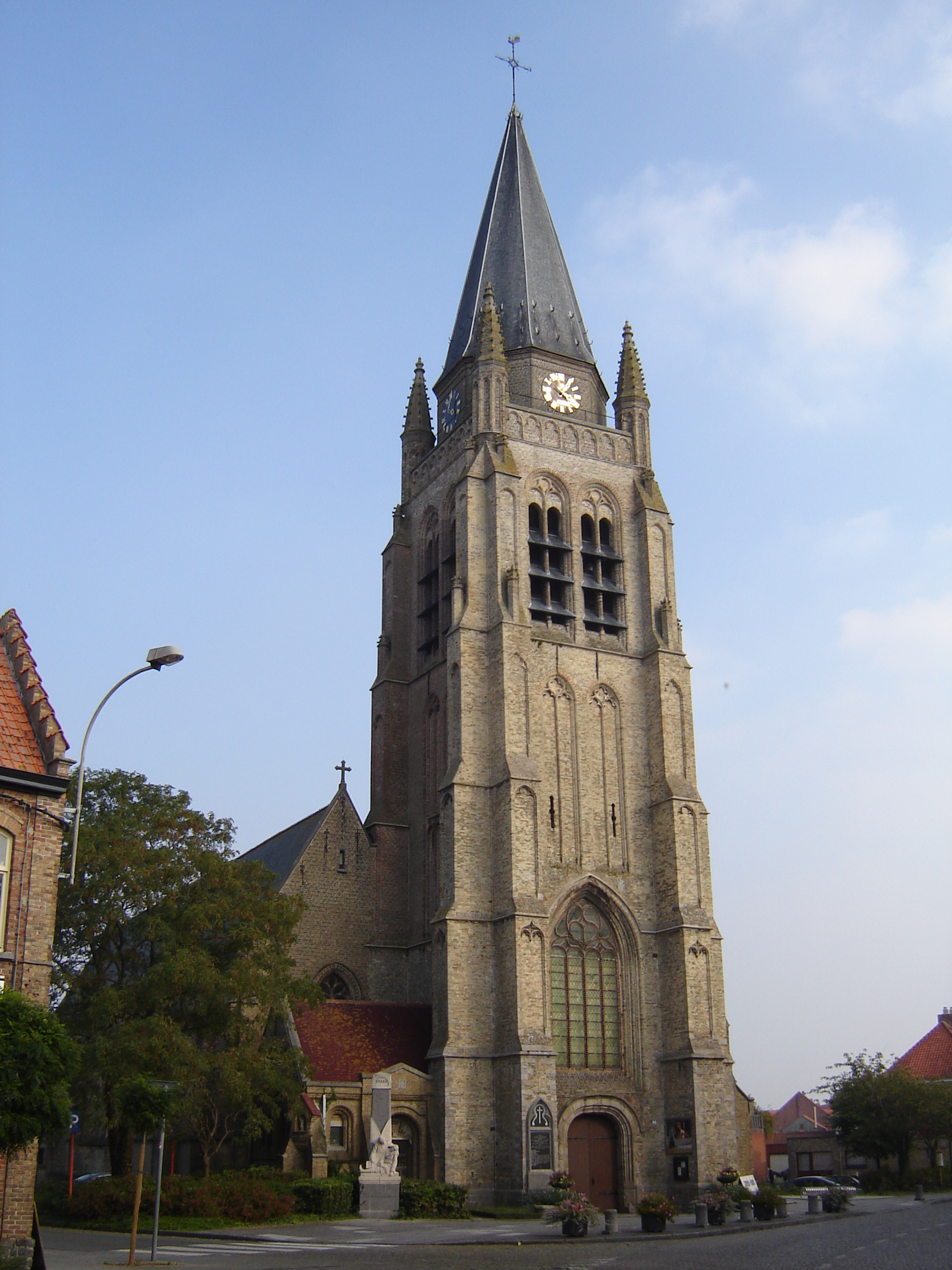

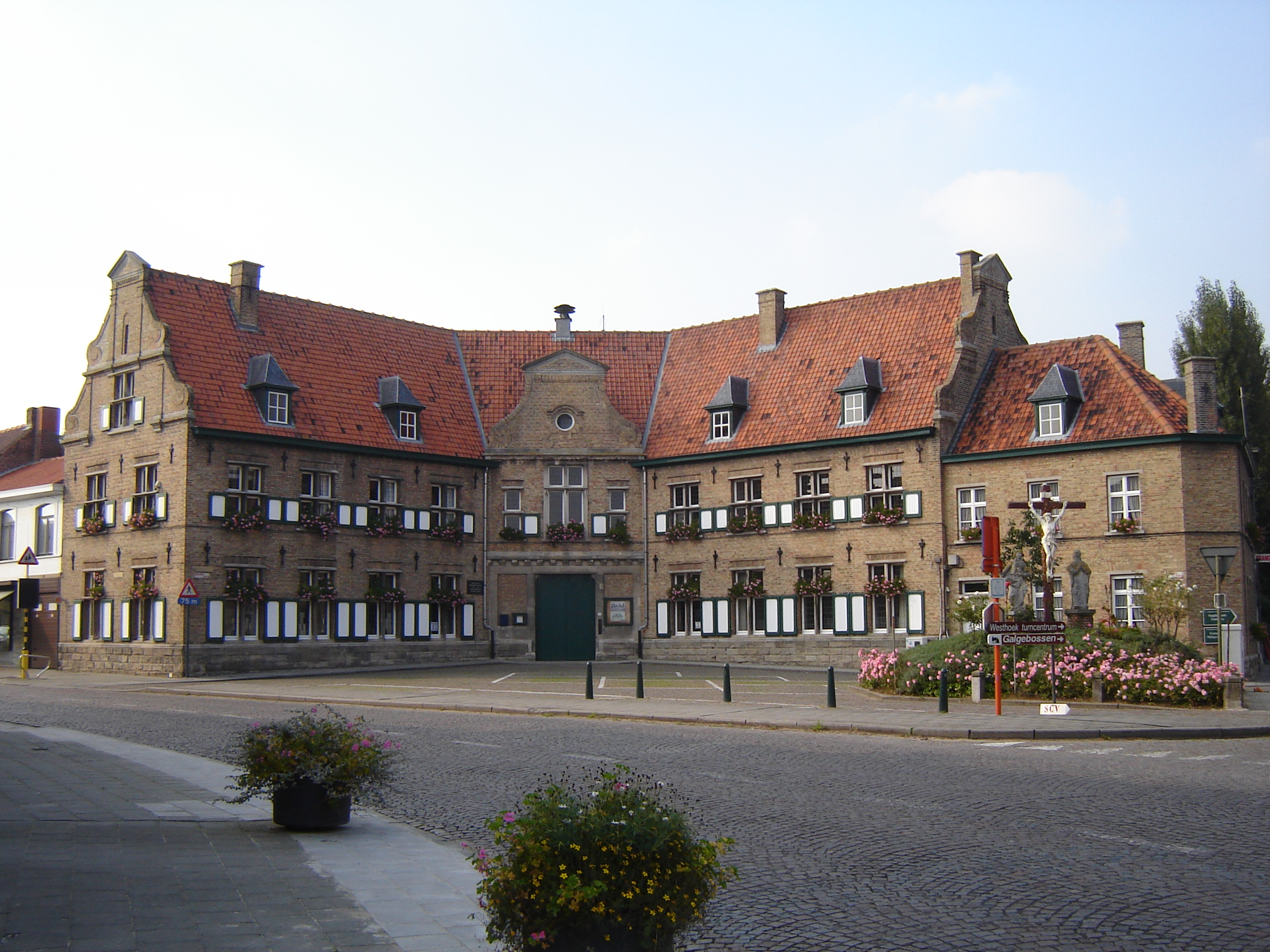